# 尾崎隆
尾崎 隆（おざき たかし、1952年9月9日 - 2011年5月12日）は日本の登山家。三重県亀山市生まれ。

## 人物・生涯
1952年、三重県鈴鹿郡亀山町(現在の亀山市）にて3人兄弟の次男として生まれる。三重県立四日市中央工業高等学校入学後、山岳部に入部。卒業後は一般企業に就職。1972年にフランスで植村直己と10日間ほど自転車旅行を行った。同年、ドリュボナッティ稜やグランドジョラス登頂を果たす。1974年10月「第2次RCC中部支部」に加入。
1980年世界初のエベレスト北壁からの登攀（とうはん）に成功。以後、数々の前人未到の記録を残し、8000メートル峰のスターと呼ばれた。世界の8,000m峰14座のうち7座の登頂に成功した。1983年ネパールカトマンズのフランス大使館に勤めるフランス人と結婚。1男1女を儲ける。
1996年ミャンマーの最高峰カカボラジ山（5,881m）に初登頂。その年創設された植村直己冒険賞の第1回受賞者となった。
2011年エベレストの南東稜を登攀中、山頂下8,500m付近で死亡した。高山病が原因とされている。テレビ取材中の事故であり、尾崎の撮った映像は同年7月にTBS「The世界遺産」で放映された。この映像が遺作となる。

## 略年譜
- 1952年 9月9日三重県亀山市に生まれる。
- 1964年 亀山市立亀山東小学校卒業
- 1967年 亀山市立亀山中学校卒業
- 1970年 三重県立四日市中央工業高等学校卒業
- 1972年 グランドジョラス[北壁](4,208m)登頂。
- 1977年 ブロードピーク(8,047m)登頂[1]。
- 1979年 マッキンリー[南壁](6,194m)登頂[1]。
- 1980年 エベレスト[北壁](8,848m)に重広恒夫と共に登頂。北壁からの登頂は世界初。
- 1981年 マナスル(8,156m)無酸素登頂[1]。
- 1983年 ローツェ(8,516m)登頂[1]。エベレスト[南東稜](8,848m)に山田昇、村上和也と共に登頂。フランス人フレデリックと結婚。
- 1984年 カンチェンジュンガ(8,586m)登頂[1]。
- 1985年 アイランドピーク（英語版）(6,189m)に妻子とともに登頂[1]。
- 1986年 シシャパンマ(8,013m)登頂[1]。
- 1996年 カカボラジ山（5,881m、ミヤンマー最高峰）登頂。第1回植村直己冒険賞受賞。
- 2001年 マカルー(8,463m)登頂[1]。
- 2010年 キリマンジャロ(5,149m)登頂[1]。
- 2011年 5月12日、エベレスト南東稜登攀中8,500m付近で死亡。

## 著書
- 尾崎隆著『果てしなき山行』(1986/05,中央公論社) ISBN 978-4122013230
- 尾崎隆、尾崎フレデリック著、牧敦子訳『ヒマラヤの子守傘-一歳児を連れて』(1986/05,河出書房新社) ISBN 978-4309004341
- 尾崎隆著『ヒマラヤ冒険家族』(1989/09,山と溪谷社) ISBN 978-4635250054
- 尾崎隆著『幻の山、カカボラジ―冒険家族、ミャンマーの最高峰初登頂』(1997/06,山と溪谷社) ISBN 978-4635190022